# Eleições no senado do Haiti em 2009
As eleições no senado do Haiti em 2009 foram realizadas em 19 de abril, com disputa de 12 das 30 cadeiras da Assembleia legislativa.